# Allgemeine Berufsschule Zürich

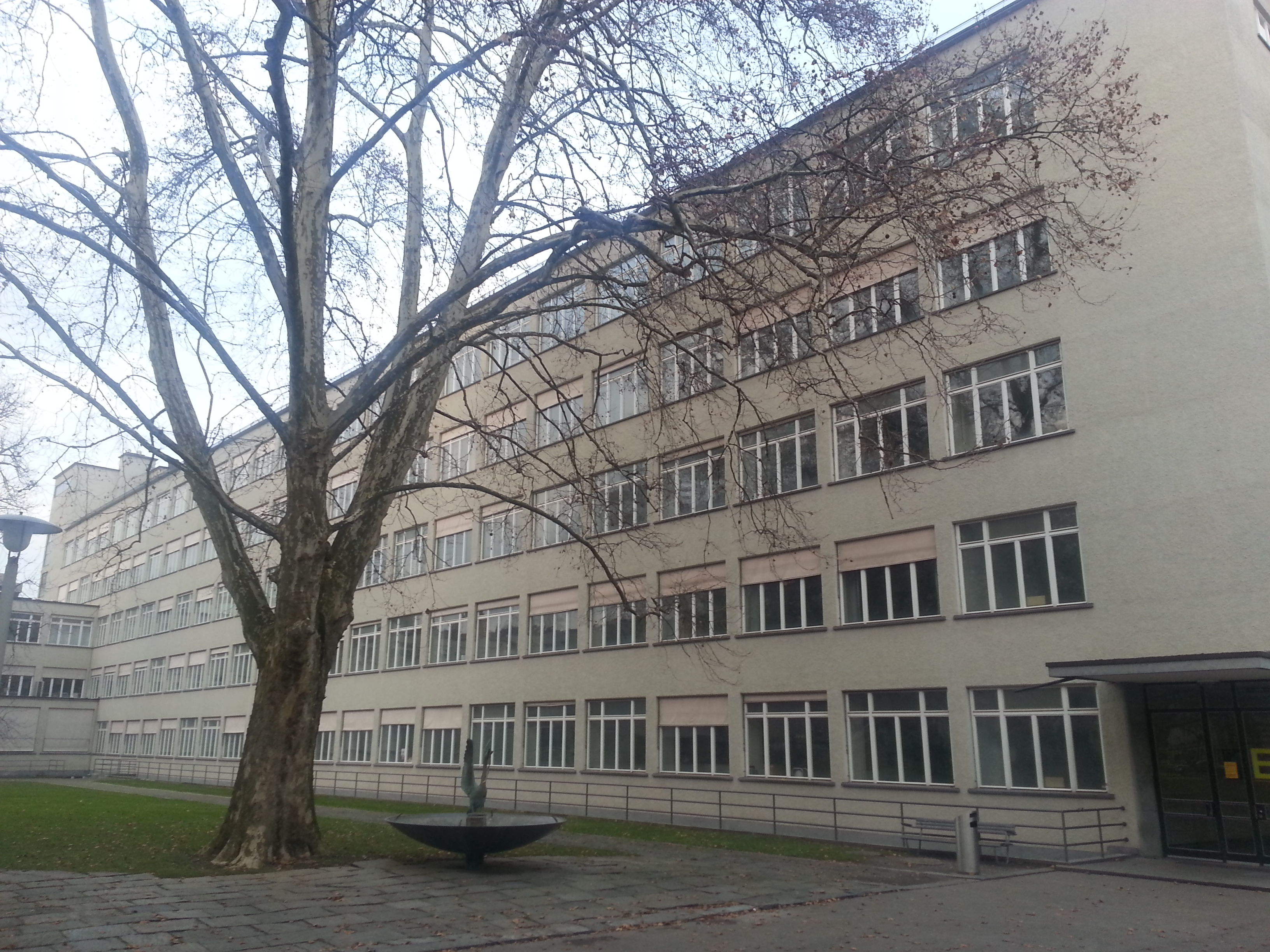
Allgemeine Berufsschule Zürich (2015)

Die Allgemeine Berufsschule Zürich (ABZH) ist eine Berufsfachschule des Kantons Zürich in Zürich. Sie ist mit rund 2400 Lernenden eine der grösseren und legendäreren Berufsfachschulen des Kantons Zürich.

## Geschichte
Der Schultrakt Sihlquai 87 ist Teil einer grösseren Anlage, zu der auch der Museumstrakt an der Ausstellungstrasse 60 gehört. Die von 1930 bis 1933 von Steger & Egender errichtete Gewerbeschule mit Kunstgewerbemuseum der Stadt Zürich ist die erste öffentliche Gebäudeanlage in Zürich, die nach den Prinzipien des «Neuen Bauens» erstellt wurde. Sie wurde 1994 integral unter Denkmalschutz gestellt. Die Gebäude wurden von 2015 bis Anfang 2017 saniert.

## Berufe
Rund 110 Lehrpersonen unterrichten an der ABZH etwa 2400 Lernende aus 17 Berufen. Im Beruf Köchin/Koch hat die ABZH die meisten Lernenden von allen Berufsfachschulen der Schweiz.
Berufe, welche an der ABZH unterrichtet werden:
- Bühnentänzer/in
- Diätköchin/Diätkoch
- Fleischfachfrau/-mann
- Fleischassistent/in
- Drogist/in
- Fachfrau/-mann Information und Dokumentation
- Hotelfachfrau/-mann
- Hotellerieangestellte/r
- Köchin/Koch
- Küchenangestellte/r
- Oberflächenbeschichter/in
- Oberflächenpraktiker/in
- Orthopädist/in
- Restaurationangestellte/r
- Restaurationsfachfrau/-mann
- Systemgastronom/in
- Zahntechniker/in

## Schulformen
Die Allgemeine Berufsschule Zürich bildet neben den drei- bis vierjährigen beruflichen Grundbildungen mit EFZ-Abschluss (EFZ: eidgenössisches Fähigkeitszeugnis) auch Berufe an, die zwei Jahre dauern und zu einem eidgenössischen Berufsattest (EBA) führen.
Auf Tertiärstufe ist die ABZ einer von insgesamt drei Anbietern in der Schweiz, der die Höhere Fachprüfung (HFP) Naturwissenschaftliche Labortechnikerin/Naturwissenschaftlicher Labortechniker ausbilden darf. Seit 2022 werden Module durchgeführt, die den Lernenden einen Einblick in verschiedene Aktivitäten verschafft. An der ABZ wird auch billingualer Unterricht geführt, in der man entweder auf Englisch oder Französisch sprechen oder lernen kann.